# Dictyonema
Dictyonema es un género de basidiolíquenes principalmente tropicales en la familia Hygrophoraceae. Es un género grande y diverso.

## La simbiosisDictyonema
La mayoría de los líquenes son una simbiosis entre un hongo ascomiceto y un alga verde fotosintética. Sin embargo, un pequeño porcentaje de líquenes (aproximadamente el 10%) son cianolíquenes y contienen una cianobacteria fotosintética en lugar de algas verdes, y un número aún menor (menos del 1%) son basidiolíquenes y contienen un hongo basidiomiceto en lugar de uno ascomiceto. Esto hace que Dictyonema esté más estrechamente relacionada con los hongos que con la mayoría de los otros líquenes.

## Especies
- D. aeruginosum
- D. erectum
- D. expansum
- D. giganteum
- D. glabratum
- D. guadalupense
- D. hernandezii
- D. hirsutum
- D. huaorani[5]
- D. interruptum
- D. irpicinum
- D. japonicum
- D. laxum
- D. ligulatum
- D. melvinii
- D. membranaceum
- D. minus
- D. moorei
- D. pavonium
- D. phyllogenum
- D. reticulatum
- D. schenckianum
- D. sericeum
- D. thelephora
- D. spongiosum
- D. zoophytarum

## Morfología y ecología
Dictyonema es un grupo diverso de líquenes.  Existen especies con muy diversas formas, incluidos foliosos, crostosos, y fruticosos.  La mayoría de las especies crecen sobre el suelo, roca, musgo, o troncos podridos, pero una especie  crece sobre las hojas de los árboles.  Si bien las especies de Dictyonema son en su gran mayoría tropicales, su distribución abarca desde tierras bajas tropicales hasta altitudes de 4300 m en los Andes.